# Sărățica Nouă
Sărățica Nouă è un comune della Moldavia situato nel distretto di Leova di 1.170 abitanti al censimento del 2004

## Località
Il comune è formato dall'insieme delle seguenti località (popolazione 2004)
- Sărățica Nouă (760 abitanti)
- Cîmpul Drept (410 abitanti)